# 信都公主 (李虎之女)
信都郡大长公主（?—?），唐高祖的姑姑，西魏八柱国之一李虎之女。
李氏生卒年不详，传世文献没有关于她的记载。唐朝建立後，追赠她为信都郡大长公主。李氏下嫁武威姑臧人张暠。张暠的父亲张谊是西魏骠骑将军、凉州刺史、黄门侍郎、散骑常侍、武威郡公。李氏生子张辩，在隋朝官至上柱国、使持节、秦州诸军事、秦州总管、潭州总管、左武卫大将军、河北郡开国公。张辩之子张琮。

## 丈夫
- 张暠，北周骠骑将军、鄜城郡太守，死于王事，赠上柱国、瀛洲总管、河北庄公。